# Liomys salvini
Liomys salvini là một loài động vật có vú trong họ Chuột kangaroo, bộ Gặm nhấm. Loài này được Thomas mô tả năm 1893.